# Cape Inscription
Cape Inscription – przylądek w Australii Zachodniej, położony na północnym krańcu wyspy Dirk Hartog. 25 października 1616 roku Dirk Hartog wylądował na przylądku i umieścił na szczycie klifu blaszaną tabliczkę przybitą do słupa, z wyrytą nazwą statku oraz datą lądowania, co czyni przylądek miejscem pierwszego udokumentowanego lądowania Europejczyków na wybrzeżu Australii Zachodniej. W 1697 roku Willem de Vlamingh zdjął oryginalną tablicę i wysłał ją do Batawii, a stamtąd do Holandii w celu jej bezpiecznego przechowania, umieszczając w jej miejscu nową tablicę (oryginalna tablica Hartoga znajduje się w Rijksmuseum). W 1801 roku kapitan Jacques Félix Emmanuel Hamelin z korwety Naturaliste odnalazł tablicę de Vlamingha i starannie przepisał inskrypcję, ale następnie nakazał, by tablica została zwrócona na miejsce, w którym ją znaleziono. Hamelin postawił również własny słup z tablicą upamiętniającą jego wizytę na wyspie, jednak nie jest do końca jasne, gdzie dokładnie został on umieszczony i nigdy go nie odnaleziono. W 1910 roku na przylądku powstała latarnia morska. 